# محمود سمیر فاید
محمود سمیر فاید (زاده ۲۹ دسامبر ۱۹۸۶) یک برنامه‌نویس کامپیوتر است که به عنوان خالق زبان برنامه‌نویسی PWCT شناخته می‌شود. PWCT یک زبان برنامه‌نویسی بصری منبع باز رایگان برای توسعه نرم‌افزار است. او همچنین زبان برنامه‌نویسی رینگ را خلق کرد. او محقق دانشگاه ملک سعود است. قبل از آن، او در دره تکنو ریاض در انکوباتور فناوری اطلاعات و ارتباطات کار می‌کرد.

## پیش‌زمینه
فاید از ۱۰ سالگی زیر نظر پدرش که یک برنامه‌نویس کامپیوتر بود، یادگیری برنامه‌نویسی کامپیوتر را شروع کرد. او در ابتدا کار با زبان برنامه‌نویسی Clipper تحت MS-DOS را شروع کرد. او در سال ۲۰۰۶ کتاب‌های رایگان برنامه‌نویسی به زبان عربی نوشت. او علوم کامپیوتر را در دانشکده مهندسی الکترونیک دانشگاه منوفیا درمصر خواند و در سال ۲۰۰۸ فارغ‌التحصیل شد.
فاید در سال ۲۰۱۷ مدرک کارشناسی ارشد خود را از کالج علوم کامپیوتر و اطلاعات دانشگاه ملک سعود در عربستان سعودی دریافت کرد.

## حرفه

### زبان PWCT
در سال ۲۰۰۵ فاید شروع به کار بر روی یک زبان برنامه‌نویسی بصری جدید به نام PWCT کرد و آن را به عنوان یک پروژه منبع باز رایگان در سال ۲۰۰۸ منتشر کرد.

### زبان Supernova
در سال ۲۰۰۹ فاید کار بر روی یک زبان برنامه‌نویسی جدید به نام Supernova را آغاز کرد و آن را به عنوان یک پروژه منبع باز رایگان در سال ۲۰۱۰ منتشر کرد. این زبان از نوشتن کد منبع به کلمات کلیدی عربی / انگلیسی به‌طور همزمان پشتیبانی می‌کند و یک زبان دامنه خاص برای توسعه رابط کاربری گرافیکی با استفاده از کد طبیعی است. Supernova با استفاده از PWCT توسعه یافته‌است.

### مجله JVLC
در سال ۲۰۱۳ فاید به همراه محققان دیگر به عنوان داور برای مجله زبان‌های بصری و محاسباتی کار کرد. این مجله توسط الزوار منتشر شده‌است.

### الگوریتم LASCNN
در سال‌های ۲۰۱۳–۲۰۱۴ فاید با محققان دیگر روی طراحی الگوریتم LASCNN کار کرد. در تئوری گراف، LASCNN یک الگوریتم A موضعی شده برای انباشتن S از قصیده‌های غیر بحرانی C ritical / N روی بحرانی است. الگوریتم LASCNN لیست همسایه k hop و یک لیست اتصال عاقلانه جفت رایگان را بر اساس اطلاعات k hop ایجاد می‌کند. اگر همسایه‌ها متصل بمانند، گره غیر بحرانی است.

### زبان برنامه‌نویسی رینگ
در سال ۲۰۱۳ فاید کار بر روی یک زبان برنامه‌نویسی جدید به نام رینگ را آغاز کرد و آن را به عنوان یک پروژه متن باز رایگان در سال ۲۰۱۶ منتشر کرد. هدف رینگ ارائه یک زبان متمرکز بر کمک به توسعه دهنده در ساخت رابط‌های طبیعی و DSLهای اعلامی است.

## اطلاعات بیشتر
- عیونی (2020) شروع برنامه‌نویسی رینگ، Apress (بخشی از Springer Nature)
- حسونا (2019) مبانی رینگ (کتاب عربی) ، آکادمی حسونا
- Fayed (2016) زبان برنامه‌نویسی رینگ، پروژه کد
- فاید (2010) زبان برنامه‌نویسی ابرنواختر، پروژه کد